# Eishockeynationalmannschaft der Vereinigten Arabischen Emirate
Die Eishockeynationalmannschaft der Vereinigten Arabischen Emirate der Männer wird nach der Weltmeisterschaft 2023 in der IIHF-Weltrangliste auf Platz 46 geführt. Seit 2010 nimmt sie regelmäßig an Winter-Asienspielen und an IIHF Weltmeisterschaften teil.

## Geschichte
Die Eishockeynationalmannschaft der Vereinigten Arabischen Emirate wurde im Jahr 2007 gegründet. In ihrem Premierenjahr nahm diese erstmals an den Winter-Asienspielen teil und bestritt am 26. Januar 2007 gegen Thailand ihr erstes offizielles Länderspiel, das sie mit 4:0 gewann. Nur einen Tag später folgte mit einem 0:38 die bislang höchste Niederlage in ihrer Geschichte, als die Emirate gegen den Favoriten Kasachstan spielten. Zum Turnierende erreichte man einen sechsten Platz bei elf Teilnehmern.
Im Juni 2008 nahmen die Vereinigten Arabischen Emirate am erstmals ausgetragenen Arab Cup of Ice Hockey teil, den sie vor der Konkurrenz aus Marokko, Kuwait und Algerien gewannen. Im Anschluss an das Turnier wurden der Verband eines der sechs Gründungsmitglieder der Arab Ice Hockey Federation.
2009 gewann die Mannschaft im eigenen Land den zum zweiten Mal ausgetragenen IIHF Challenge Cup of Asia. Im Endspiel wurde Thailand mit 5:3 bezwungen.
Im April 2010 nahmen die Vereinigten Arabischen Emirate erstmals an einem Weltmeisterschaftsturnier der IIHF teil. In der Gruppe A der Division III verlor die Mannschaft der Emirate zwar alle drei Spiele, konnte aber in jedem Spiel mindestens ein Tor schießen und unterlag der Mannschaft aus Luxemburg nur knapp mit 2:3. Einen Monat später nahm die Mannschaft an der ersten Austragung der Eishockeymeisterschaft des Golfes teil. Die Vereinigten Arabischen Emirate konnten das Turnier in allen vier Austragungen von 2010 bis 2016 für sich entscheiden und blieben dabei ungeschlagen. 2012 konnte man erneut den IIHF Challenge Cup of Asia gewinnen. 2013 startete man erneut in der Weltmeisterschaft. Über ein Qualifikationsturnier qualifizierte man sich für die Division, wo man jedoch alle fünf Spiele verlor. Auch in den Folgejahren spielte man in der Division III, wobei man jeweils den vorletzten Platz belegte. 2016 pausierte man.
2017 konnte man zum dritten Mal den Challenge Cup of Asia gewinnen, nachdem man zuvor dreimal in Folge Zweiter hinter Taiwan wurde. Es war die letzte Teilnahme der VAE an diesem Wettbewerb. 2019 meldete man erstmals zur Qualifikation zu den Olympischen Winterspielen. Beim Turnier der Vor-Qualifikation Runde 1 Gruppe N in Luxemburg verpasste man als Zweiter hinter Kirgisistan die Qualifikation für die nächste Runde.

## Platzierungen

### Olympische Spiele
| - bis 2018: nicht teilgenommen - 2022: nicht qualifiziert | Qualifikation: - 2022: Platz 2 Vor-Qualifikation Runde 1, Gruppe N |

### Weltmeisterschaften
- bis 2009: nicht teilgenommen
- 2010: 4. Platz, Division III, Gruppe A
- 2011–2012: nicht teilgenommen
- 2013: 6. Platz, Division III
- 2014: 5. Platz, Division III
- 2015: 6. Platz, Division III
- 2016: nicht teilgenommen
- 2017: 7. Platz, Division III
- 2018: 3. Platz, Qualifikation zur Division III
- 2019: 1. Platz, Qualifikation zur Division III
- 2020–2021: nicht ausgetragen
- 2022: 1. Platz, Division IIIA (Aufstieg in die Division IIB)
- 2023: 1. Platz, Division IIB (Aufstieg in die Division IIA)
- 2024: 3. Platz, Division IIA
- 2025: 3. Platz, Division IIA

### Winter-Asienspiele
- 2007: 6. Platz
- 2011: 8. Platz (3. Premier Division)
- 2017: 7. Platz (3. Division I)

### Weitere regionale Turniere

#### Challenge Cup of Asia
- 2008: nicht teilgenommen
- 2009: 1. Platz
- 2010: 2. Platz
- 2011: 2. Platz
- 2012: 1. Platz
- 2013: 6. Platz
- 2014: 2. Platz
- 2015: 2. Platz
- 2016: 2. Platz
- 2017: 1. Platz
- seit 2018: nicht teilgenommen

#### Arab Cup of Ice Hockey
- 2008: 1. Platz

#### Eishockeymeisterschaft des Golfes
- 2010: 1. Platz
- 2012: 1. Platz
- 2014: 1. Platz
- 2016: 1. Platz
- 2022: 1. Platz